# Mikołaj Tolibowski
Mikołaj Tolibowski herbu Nałęcz (zm. w 1688 roku) – marszałek Trybunału Głównego Koronnego w 1654 roku, kasztelan słoński w latach 1660–1688, stolnik inowłodzki w latach 1658–1660.
Jako senator wziął udział w sejmach: 1664/1665, 1668 (III), 1669 (I) i 1672 (I).
Był członkiem konfederacji generalnej zawiązanej 5 listopada 1668 roku na sejmie konwokacyjnym. Był elektorem Michała Korybuta Wiśniowieckiego z ziemi dobrzyńskiej w 1669 roku. W 1674 roku był elektorem Jana III Sobieskiego z ziemi dobrzyńskiej.